# Wola Ludu
Wola Ludu – polski tygodnik związany z PSL Piast, wydawany w latach 1921–1931.